# Бостон (племя)
Бостон — киргизское племя  карлукского происхождения. Входит в подразделение Ичкилик.

## Генетика
У представителей данного племени преобладает гаплогруппа R1a .

## Этимология
С киргизского языка этноним "бостон" переводится "боз тоң" -- "серая шуба". Здесь имеется в виду зимняя верхняя одежда, носимая представителями данного племени.

## Генеалогия
Согласно киргизской санжыра племя Бостон делится на 6 ветвей:
- Боз бала бостон
- Тескейчи бостон
- Жандоо
- Сарымбек
- Бабачал
- Аскул бий

Каждая ветвь делится на роды (урук).

## Происхождение
Первое упоминание этнонима Бостон встречается в
персоязычном географическом трактате Худуд аль-алам  ("Границы мира") составленного в 982 году:
На расстоянии между городами Кулан и Мерке расположились племена уч-карлуков. Это Бистан, Хайм и Бариг.
— Худуд аль-Алам
Бистан—персоязычное название этнонима Бостон. Согласно Худуд аль-алам
племя ранее обитало на западе Чуйской долины у подножья 
Киргизского хребта.
Впоследствии племя ассимилировалось с киргизами
и кочевыми дешти-кипчакскими узбеками.

## Тамга
Тамга племени Бостон в виде буквы "m". Данный знак означает волка.

## Расселение
Представители племени живут в основном на юго-западе Киргизии, в Ошской области и Баткенской области (Кадамжайский район), а также  в соседнем Узбекистане.

## Известные представители
- Пулат-хан (1844-1876). Руководитель кокандского восстания (1873-1876), в ходе которого провозглашен ханом Кокандского ханства.
- Адахан Мадумаров. Государственный и политический деятель Киргизии. Лидер киргизской оппозиции.  Депутат киргизского парламента (Жогорку Кенеш).

## Источник
- "Канды".Санжыра и история. Автор Нурбек Туран. Издательство «Tурар». Бишкек – 2014.
- О.Каратаев, С.Эралиев. Кыргыз этнографиясы боюнча сөздүк. Бишкек. "Бийиктик" - 2005-ж. ISBN 9967-13-159-4

## См
- Тёлёс (племя)
- Кесек (племя)
- Кыдырша